# Anders Lennartsson
Anders Lennartsson, född 1561, död 17 september 1605, var en svensk krigare och marsk.
Anders Lennartsson var son till Lennart (eller Lindorm) Torstensson (av Forstenaätten) och hans hustru Margareta Andersdotter, och bror till Torsten Lennartsson (Lindersson). 
År 1593 omnämns han som fältöverste. 
Han deltog i slaget vid Stångebro på hertig Karls sida, och bidrog till segern där. 
Anders Lennartsson utnämndes 1599 till kommendant på Älvsborgs fästning. Han satt 1600 i domstolen i Linköping. 
År 1602 var han jämte Arvid Stålarm överbefälhavare för den svenska styrkan i Livland, men 1604 var han åter hemma. 
År 1605 slog han sig med 5 000 man fram från Reval till Pernau där Karl IX landstigit och följde denne på fälttåget söderut, men stupade i slaget vid Kirkholm 17 september samma år.